# Tamarixia dryi
Tamarixia dryi är en stekelart som först beskrevs av James Waterston 1922.  Tamarixia dryi ingår i släktet Tamarixia och familjen finglanssteklar. Inga underarter finns listade i Catalogue of Life.